# 사리타 슈드후리
서리타 차우두리(Sarita Choudhury, 영어 발음: /'tʃaʊdʊri/, 1966년 8월 18일 ~ )는 잉글랜드의 배우이다.

## 출연 작품

### 영화
- 그녀는 날 싫어해 (2004)
- 인생면허시험 (2014)
- 애프터 양 (2021) - 클레오 역